# Bandar Lampung
Bandar Lampung és la capital de la província indonèsia de Lampung, a l'illa de Sumatra. S'anomenava anteriorment Tanjungkarang-Telukbetung, els noms de les dues seccions més importants de la ciutat, abans de ser rebatejada el 1983. Per a immigrants i viatgers des de Java, la ciutat és l'entrada a Sumatra, especialment abans de la construcció del port de Bakauheni, just al sud de Bandar Lampung.
L'àrea de la ciutat és de 169.21 km², amb una població d'aproximadament 743.000 habitants.